# Арраси Брюсселя

Мільфльор «Смерть св. Стефана», Брюссельська мануфактура, бл. 1490 — 1500 рр., Музей Клюні, Париж

Арраси Брюсселя( англ. Brussels tapestry) — уславлена національна галузь килимоткацтва, відома у Південних Нідерландах з доби середньовіччя. Поряд з іншими нідерландськими центрами килимоткацтва стабільністю розвитку і високою художньою вартістю виробів впродовж декількох століть вирізнялись майстерні міста Брюссель.

## Історія
Письмові джерела середньовіччя неодноразово сповіщали про наявність килимів в соборах, церквах і помешканнях багатіїв. Але на ранніх етапах ткані вироби не розрізняли від вишивок (Гобелен з Байо, після 1066 р. ), що унеможливлює розрізнити вироби за техніками виконання.
Виробництво килимів відоме с 11 ст., але ранніх килимів того часу практично не збережено. Уяву про них дають малюнки-мініатюри та випадково знайдені археологічні рештки.
Достеменні відомості про виробництво аррасів знайдені у Франції в «Книзі ремесел», датованої 1263 роком і створеної за ініціативи Етьєна Буало у Парижі. Але само виробництво килимів виникло набагато раніше за 13 ст. і відоме як у Франції, так і в інших середньовічних країнах, серед котрих і Візантійська імперія.
Вже тоді в Європі існували як налагоджене виробництво килимів (орнаментальних, гербових або сюжетних ), поодинокі зразки котрих віднайдені, так і їх інвентаризація. Згодом виникають і гільдії ткачів. Після 1360 року у інвентарях вже знайшли справжні переліки аррасових серій на сюжети Старого та Нового заповітів, менше - на історичні   чи літературні сюжети.

## Взаємовпливи

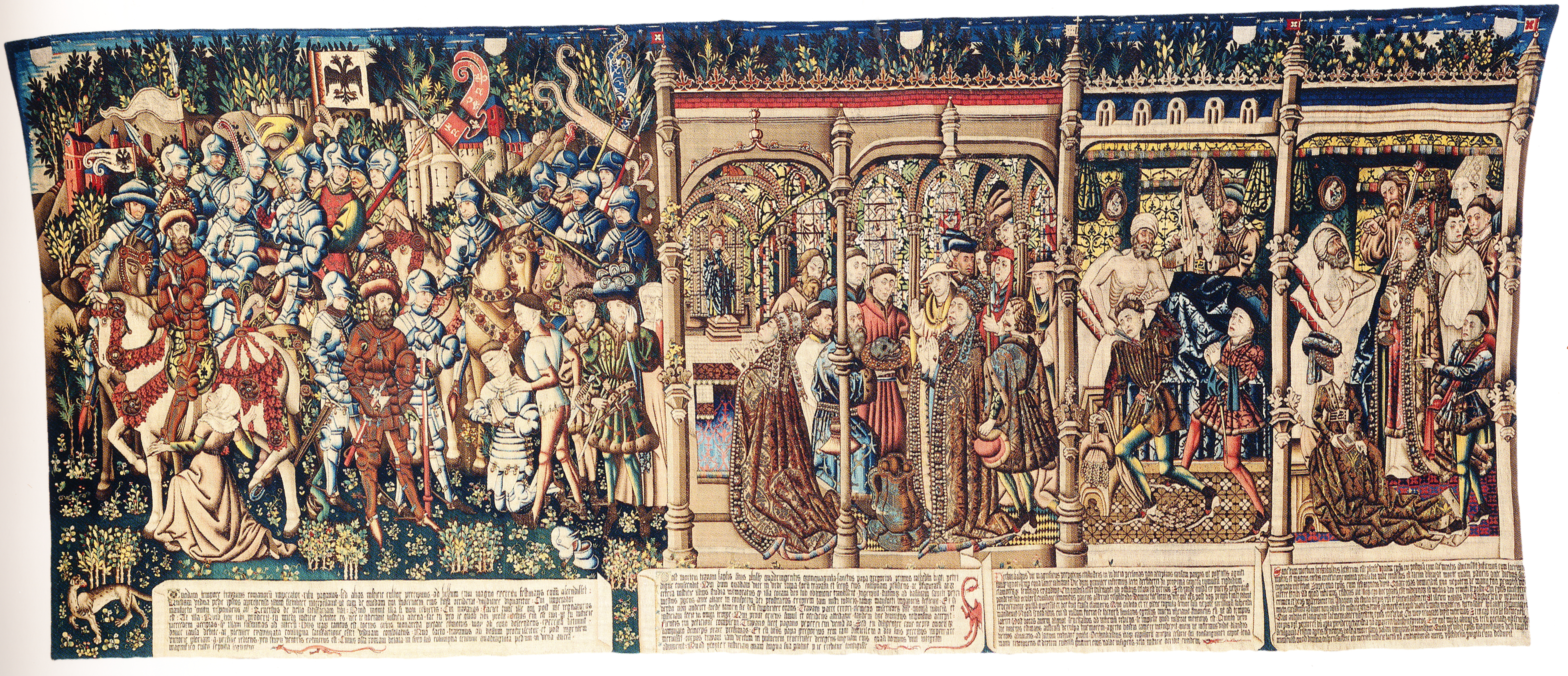
Картоньєр Рогір ван дер Вейден. «Суд імператора Траяна», бл. 1450 р., (повторення знищеного арраса). Історичний музей (Берн), Швейцарія

Межування Франції із землями Південних Нідерландів надає можливість екстраполяції історії французького килимарства на схожі процеси у Нідерландах. Наявність дешевої сировини і працьовитих майстринь обумовили піднесення тут килимарства, котре почало відігравати важливу роль як в художньому, так і в економічному житті нідерландських князівств. Художній рівень фламандських килимів постійно зростав, швидко зрівнявся з рівнем французьким, почав слугувати зразками, довгий час при цьому зберігаючи суто специфічні національні традиції.
Специфічна особливість середньовічного фламандського килимоткацтва — тісний зв'язок з тогочасними мініатюрами. Композиції мініатюр (створені художниками) прикрашали не тільки нові рукописи, а і ставали розповсюдженими сюжетами для аррасів. Залучення уславлених художників Нідерландів до створення картонів-ескізів для майбутніх аррасів теж стане національною традицією. Серед них найкращі на той час майстри, гордість національної художньої культури — Рогір ван дер Вейден, Лука Лейденський, Ян Корнеліс Вермеєн, Пітер Пауль Рубенс, Франс Снейдерс та ін.
Виробництво аррасів всіляко заохочувалось місцевими урядами міст, хоча й ретельно контролювалося. Виробляти арраси мали право лише ткачі з громадянством цього міста, створенню передував картон художника, продаж дозволявся лише після огляду й дозволу особливої комісії.

## Обмін ідеями і майстрами

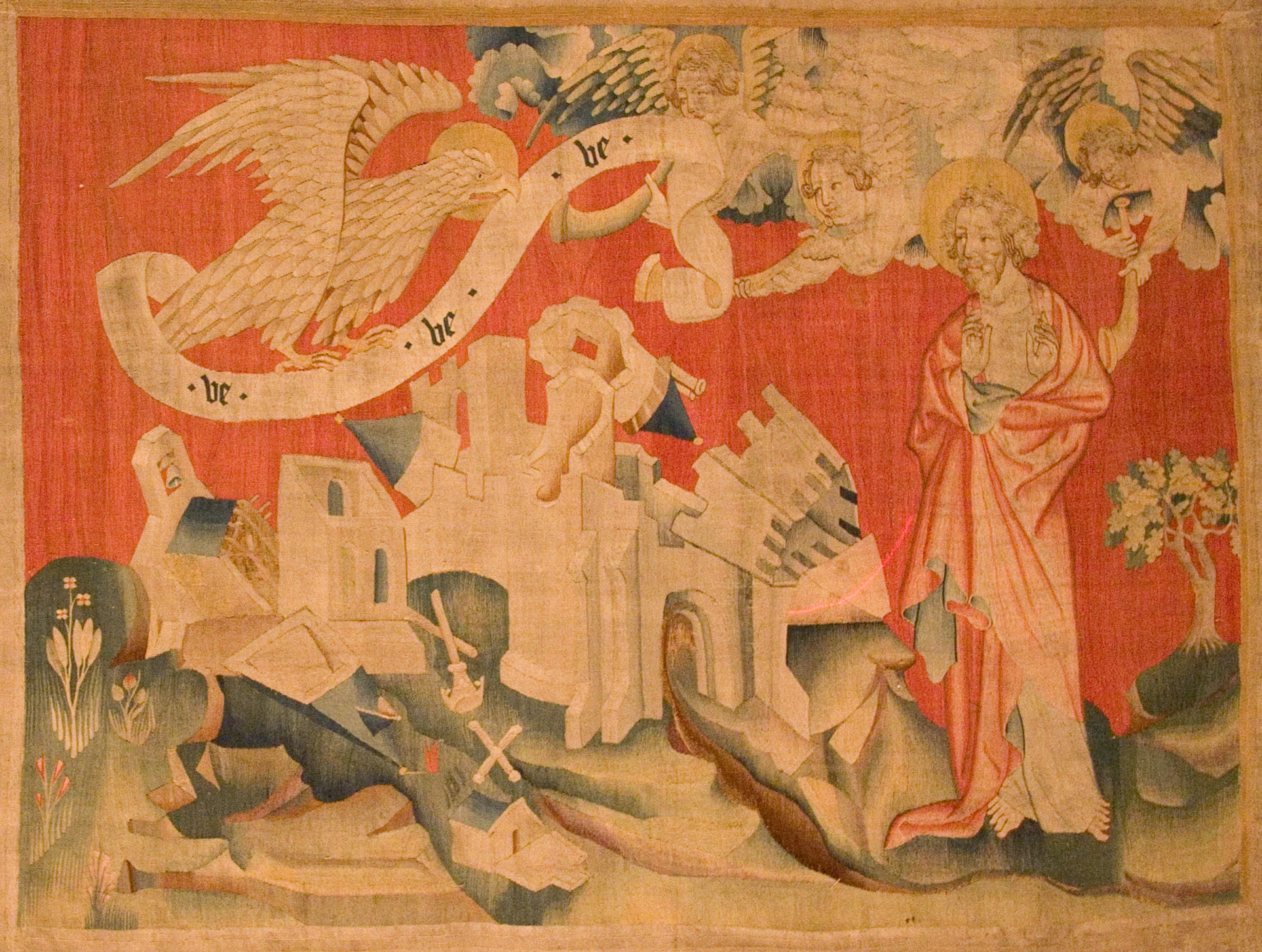
Картоньєр Жан де Брюгге. «Орел Господній», Анжерський апокаліпсис, до 1380 року.

Вже в добу готики розпочався широкий процес обміну ідей й майстрів. Мандрують не тільки архітектори, будівельні бригади і скульптори. Мав цей процес поширення і у виробництві аррасів. Існували мандрівні ткачі, що переходили від монастиря до монастиря чи до нового замка феодала у пошуках замов. Фламандські майстри працюють як у невеликих містечках батьківщини (Ауденарде, Лілль, Аррас, Валансьєн, Антверпен, Брюссель), так в самому Парижі.
Показовою була доля і творчість ткача і художника Жана де Брюгге, фламандця,  що перебрався на працю у Париж і де мешкав до власної смерті. Жан де Брюгге — автор картонів-ескізів ( створених у 1375-1379 рр. )  до серії аррасів «Анжерський апокаліпсис», визнаних шедеврами килимарства другої половини 14 ст. Для створення картонів Жан де Брюгге використав мініатюри рукопису «Апокаліпсиса» 13 ст., а також мініатюри з «Апокаліпсисів» з міст Камбре, Мец, Брюссель і Намюр ...
Створення аррасів було колективним виробництвом. Замовником аррасів « Анжерський апокаліпсис » визнають герцога Людовика І Анжерського( брата французького короля, що надав гроші і сплатив роботи), керівником майстерні був Ніколя Батайль, картони створив фламандець-емігрант Жан де Брюгге, арраси виконали невідомі ткачі до 1380 року. Причетними до створення аррасів були також постачальники бавовни і ниток, фарбувальники сировини, ткачі.
Первісно використовували тільки натуральні фарби, котрих було не більше п'ятнадцяти.

## Місцеве килимарство в 15 ст.
В 15 ст. через драматичні події Сторічної війни килимарство у Парижі вимушено припинилось. Згубні процеси, однак, ніяк не вплинули на килимарство у Брюсселі. Ткачі вимушено покинули Париж і перебрались до інших ткацьких центрів, частка оселилась у Брюсселі, що тільки поліпшило виробництво. Саме на цей період припав розквіт килимарства і у фламандському на той час містечку Аррас (тоді Бургундське герцогство), що подарувало декільком європейським мовам назву килимів «арррас». До середини 15 ст. килими з Арраса не мали собі рівних за майстерністю і їх вивозили в Авіньйон, Італію, Іспанію та Британію. Виробництво килимів у Аррасі припинила війна 1477 року.

## Проблема виникнення мільфльорів

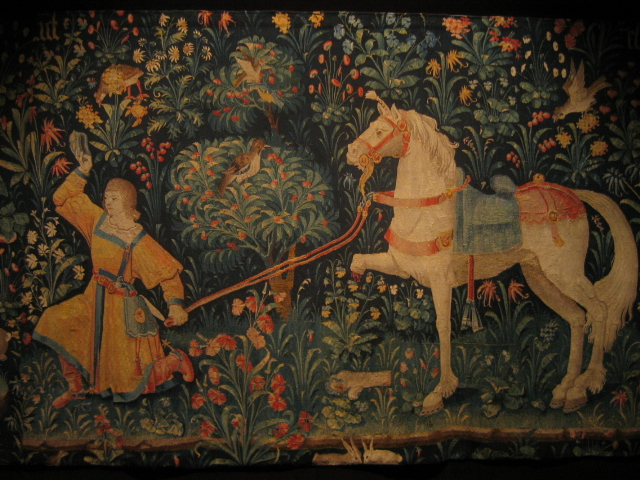
Мільфльор зі св. Елігієм та конем, в котрого вселився диявол, 15 століття, Бургундія або Франція.

Не до кінця розв'язана проблема виникнення килимів-мільфльорів. Виробництво пов'язують із середньовічними франко-фламандськими майстернями. Для мільфльорів притаманне умовне синє або темно-рожеве тло, на котрому у майже математичній послідовності виткані численні квіти. Згодом до них додали зображення дрібних птахів і тварин, потім зображення окремих фігур чи сюжетів (міфічного або алегоричного спрямування).
Особливо уславились французькі арраси-мільфльори, датовані кінцем 15 і початком 16 ст. Але їх виготовляли не тільки у Франції у районі міста Туре (провінція Турень). Другим відомим місцем виготовлення мільфльорів був і Брюссель.

## В 16 столітті

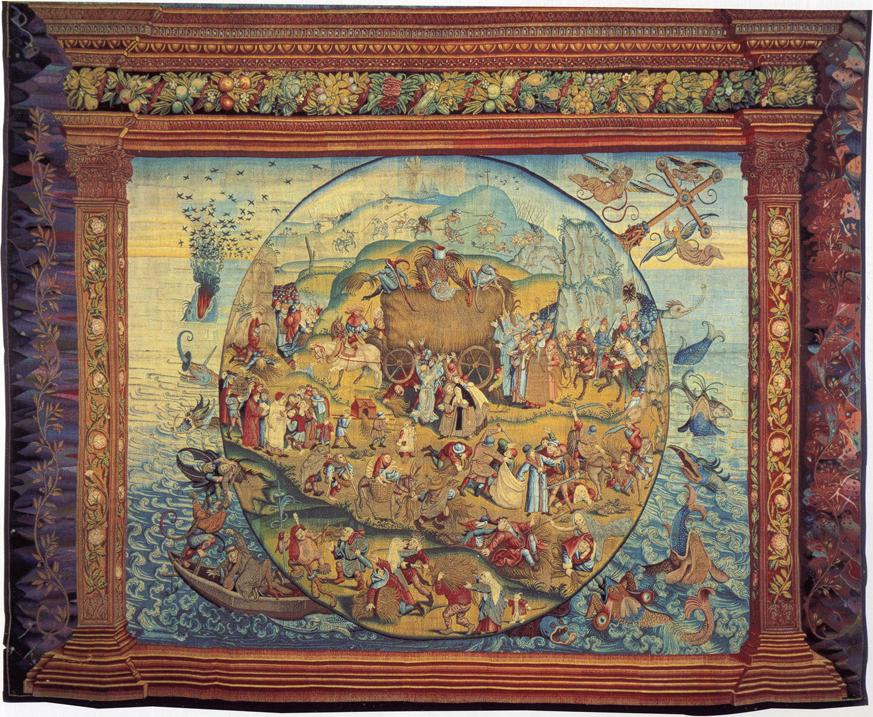
Аррас за картиною Ієроніма Босха «Життя — віз сіна», Брюссель, до 1570 р., Королівський палац, Мадрид.

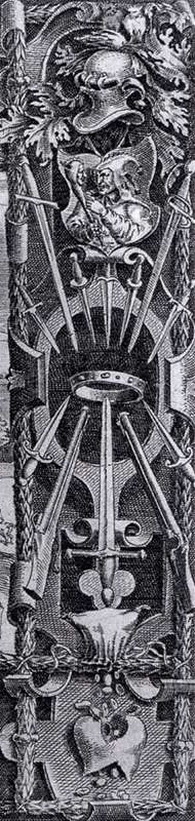
Правий бордюр гравюри Дірка Корнгерта «Геракліт і Демокріт» з зображенням блазня і парадної зброї, 1557 р.

Стилістика середньовіччя повільно здавала власні позиції у фламандському килимарстві. В аррасах панують площинність, відсутність перспективи, композиції перевантажені фігурами і подробицями. На перевантаження працювало бажання на єдиній площині подати декілька різних за часом епізодів з зображенням всіх особливостей багатого одягу, капелюхів, зброї тощо. Картоньєри по середньовічному плутають головне з другорядним і бояться порожніх, нічим не заповнених частин.
Зрушення прийшлися на першу половину 16 ст. До Брюсселя перевезли картони на біблійні сюжети, створені італійцем  Рафаелем Санті та помічниками його майстерні. На злам 15-16 ст. прийшовся період Високого Відродження і панування художніх манер лише поодиноких геніїв, серед котрих були Леонардо да Вінчі, Рафаель Санті, Мікеланджело Буонарроті. Картони для фресок і майбутніх аррасів створював саме Рафаель. Як і в живопису, в нові арраси приходять монументальність, математична перспектива, розроблена світлотінь, вивірені композиції. Брюссельські майстерні Гулама ван Кортенберга в другій половині 16 ст. виконали серію аррасів на сюжети Рафаеля «Діяння апостолів».
Але не всі майстерні поступилися солодким впливам італійських майстрів. Свідчення тому — низка аррасів, виконаних в тому ж 16 ст., але за картинами чи ескізами національних майстрів, мало або зовсім не зачеплених італійськими впливами. Серед них килими за творами Ієроніма Босха, Пітера Кука ван Альста, що помітно контрастували зі стилістикою пізнього відродження чи маньєризму Італії і мали оригінальний характер.
Серед місцевих сюжетів, що перейшли у арраси — серія килимів «Легенда про Саблонську Богоматір». Серію замовив керівник імперської пошти Франсуа Турн де Таксіс. Це був зразок нібито релігійної тематики. За переказами, стара черниця Беатріса бачила уві сні Богородицю, що наказала їй перевезти із міста Антверпен власний скульптурний образ і розмістити його в соборі Саблонської Богоматері у місті Брюссель. Подія мала місцевий характер і стала приводом для створення аррасів, де поряд зі сценами легенди подали щити з гербами Арагона, Кастилії, Леона та Арагона-Сицилії. Легендарне пов'язували в прагматичним і імперським, бо Південні Нідерланди увійшли до складу Іспанської імперії.

## Брюссельські аррраси доби бароко і проблеми стилів

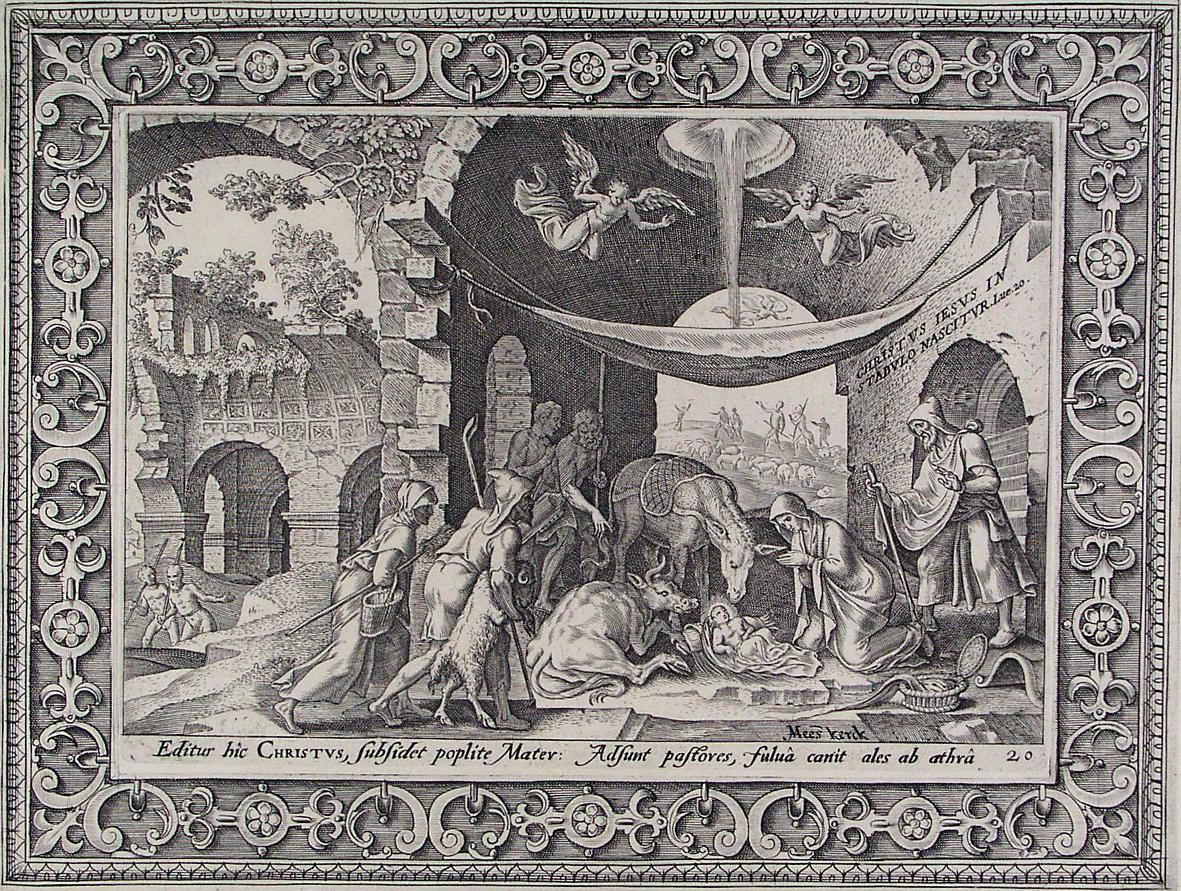
Дизайнер Мартен ван Гемскерк, «Поклоніння пастухів немовляті Христу», гравер Філіп Галле. Ескіз до килима (?), 1569 р., бордюр доби маньєризму
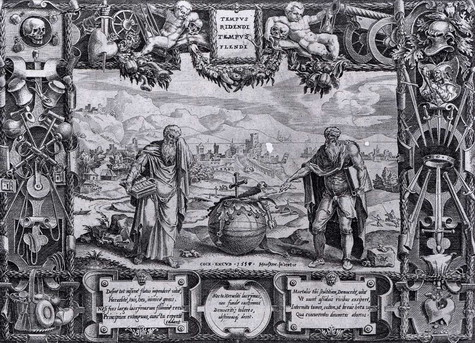
Гравер Дірк Волькертсен Корнгерт за малюнком Мартена ван Гемскерка. «Геракліт і Демокріт як заклик до самоудосконалення » 1557 р.

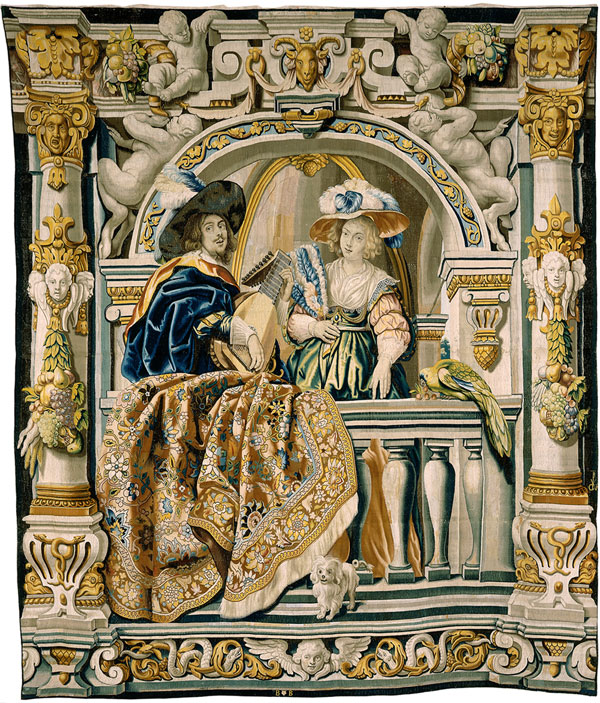
Картоньєр Якоб Йорданс, гобелен 17 ст. Музей історії мистецтв, Відень

На зламі 16-17 ст. проходять зміни в стилістиці брюссельських аррасів. Вони відходять і від стилю середньовіччя, і від стилів пізнього відродження і маньєризму. Персонажі на килимах стають помітно тривимірними, а не площинними, все більше уваги приділяють оточенню сюжетів, костюмам за новими модами, пейзажам. Місцевою особливістю аррасів Брюсселя та Фландрії стають бордюри ( все більш ширші ), наповнені різноманітними декоративними деталями і речами. Бордюри вже цікавили майстрів національного маньєризму попереднього століття, бо не підкорялись якимось канонам і давно були майданчиком демонстрації власної ерудиції для художників-картоньєрів. Незвичні, неіталійського походження орнаменти і бордюри були вже розроблені майстрами національної гравюри. Вони логічно переходять у арраси, а їх зразки постійно оновлюються, доповнюються фруктами, гірляндами, квітами, картушами з написами .
Стиль розвиненого бароко в мистецтві Фландрії запанував у краї після повернення до Антверпена з Італії художника Пітера Пауля Рубенса. Розквіт місцевого живопису і виробництва аррасів в 17 ст. був підготовлений всіма майстрами Нідерландів попередніх періодів, Рубенс і його майстерня очолили цей розквіт на новому етапі. Сам Рубенс звертався до створення картонів для майбутніх килимів, а декоративну складову і бордюри створювали численні майстри його майстерні. Процес був підтриманий майстрами Фландрії і після смерті Рубенса. Картони його авторства з помічниками використовувались для створення нових аррасів як у самій Фландрії і в Брюсселі, так і у мануфактурах різних країн Західної Європи.
Арраси Брюсселя зберігають аристократичний характер і обслуговують багаті верства місцевих купців, князів церкви  і аристократів, так і аристократів інших країн, перш за все феодальної і консервативної за устроєм Іспанії. Криза Іспанської монархії обережно використана в багатій провінції Фландрії для зміцнення власної економіки і прихованого зміцнення власної автономії, нехай і далекої від державної самостійності Північних Провінцій на чолі з Голландією.

## У 18 столітті
Послаблення міці національного мистецтва Фландрії прийшлося на кінець 17 ст. і на початок 18-го. Розпочато використання картонів художників Франції, що перейшли на стиль рококо. Стилістика рококо прийшла і в арраси Брюсселя.

## Володарі фламандських майстерень
Відома низка імен володарів і керівників килимарських майстерень Фландрії 17 століття, серед них  — Ян Лейнерс, Гулам ван Кортенберг, Ян Рес, Франс ван дер Хекке, Гулам ван Леефдаль, Якоб ван дер Борхт та ін.

## Галерея обраних аррасів Брюсселя

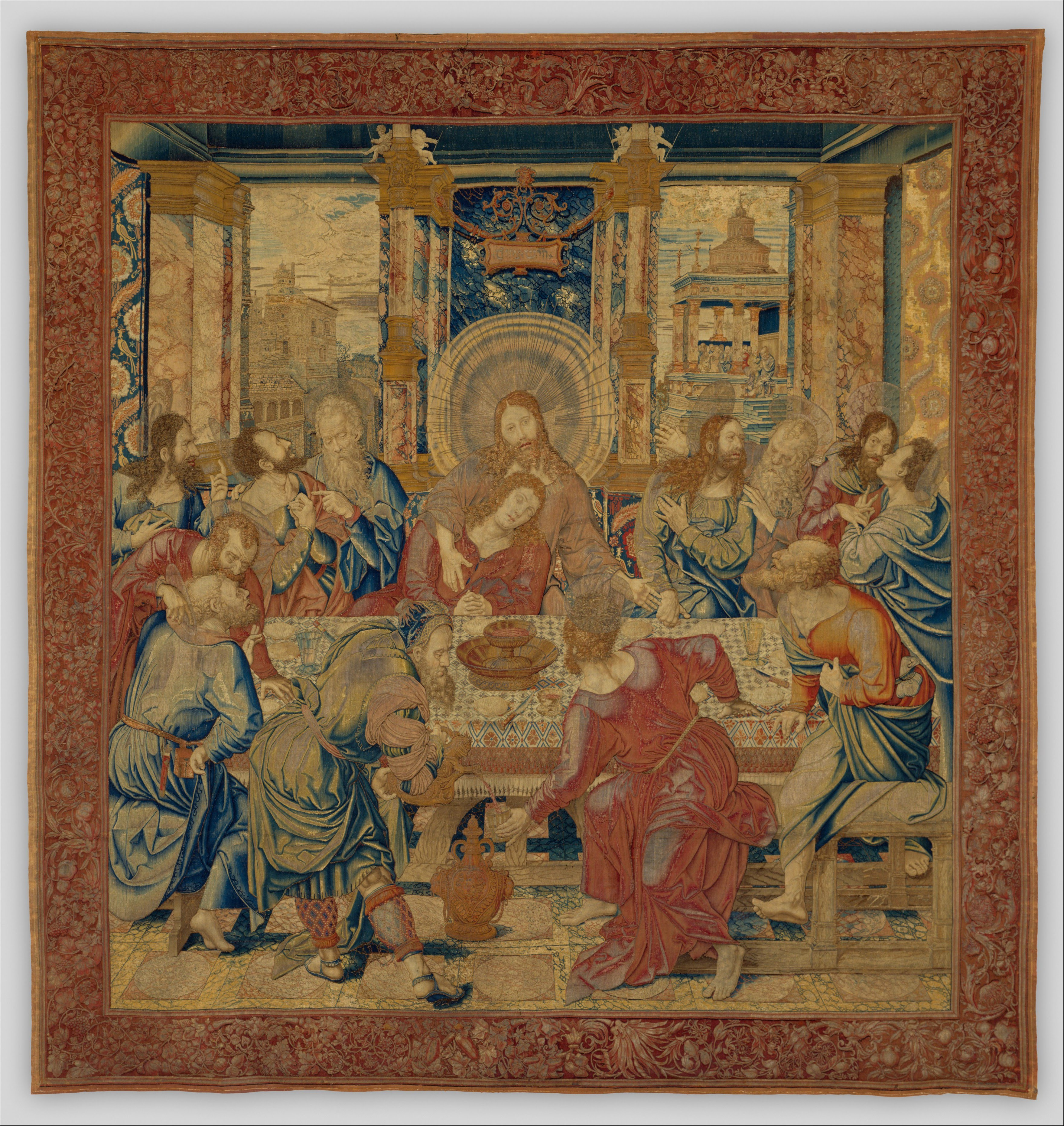
Картоньєр худ. Бернард ван Орлей. «Таємна вечеря», Брюссель, до 1530 р., Музей мистецтва Метрополітен, Нью-Йорк.
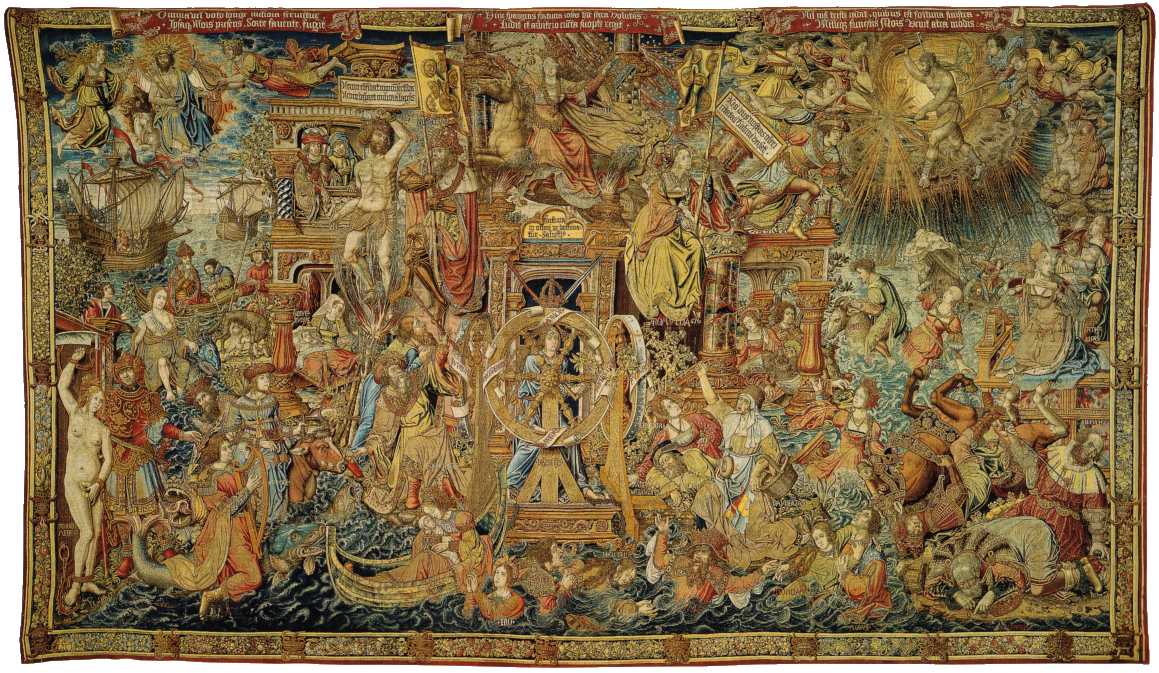
Бернард ван Орлей, килим  «Фортуна», 1520 р., Королівський палац Ла Гранха де Сан Ільдефонсо, Іспанія.
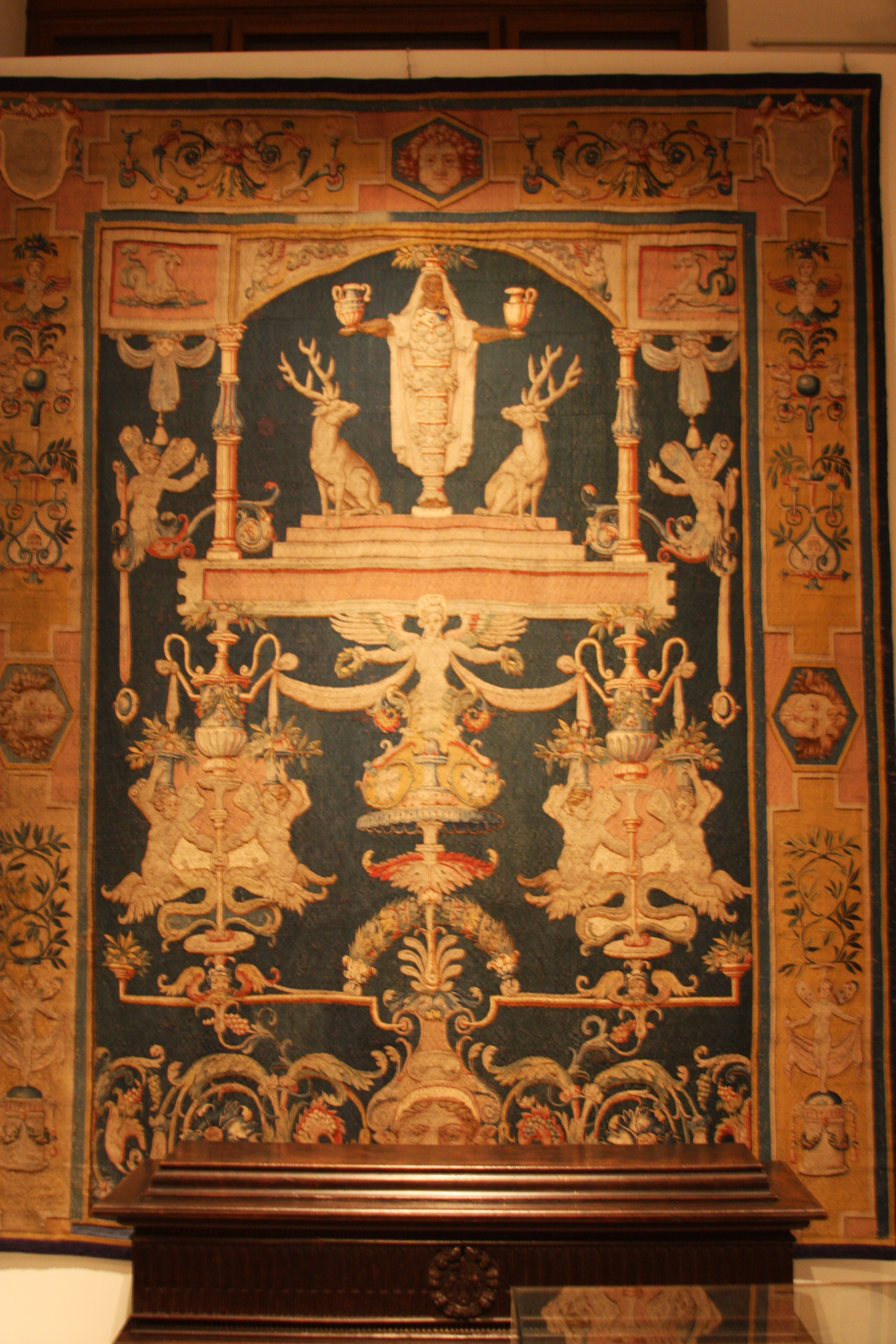
Періно дель Вага. «Діана Ефеська», Брюссельська мануфактура, 1545 р., Національний музей Швеції
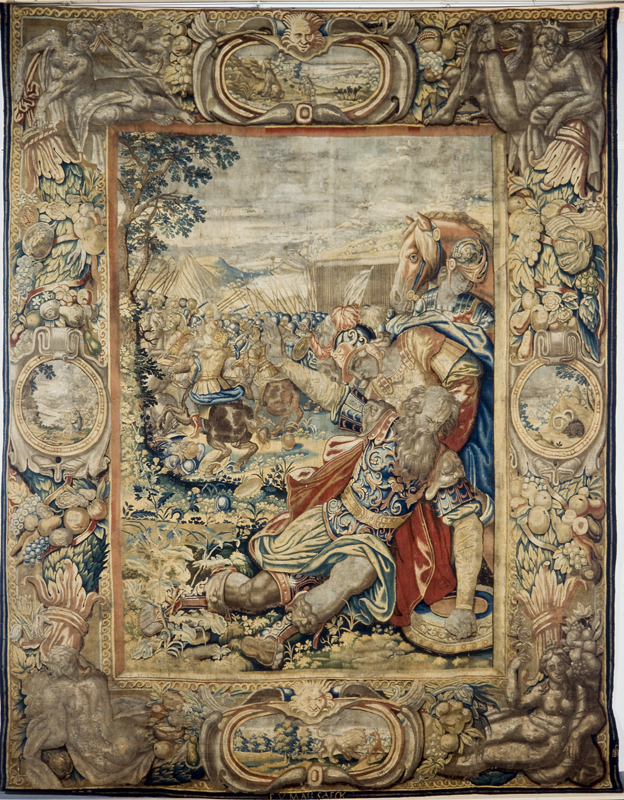
Аррас «Рятування батька Сципіона в битві при Тічино», Мануфактура Франса ван Мелсейка ( Брюссель ), 1629 рік. Музей мистецтв, Сан-Паулу, Бразилія
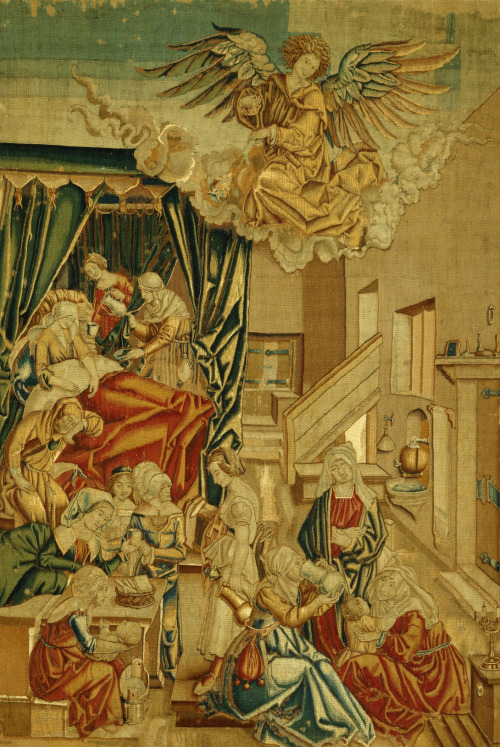
Народження св. Марії, аррас за гравюрою Альбрехта Дюрера, 16 ст., Держ.музей, Амстердам

Араци або арраси (по назві міста Аррас, де в XIV столітті вироблялися яскраві шпалери з використанням золотої і срібної нитки).
Мільфльор  (тисяча квітів) — середньовічний фламандський або французький килим з низкою рослин і квітів, розташованих у систематичній системі на площині арраса. До квітів додавали також дрібних птахів і тварин, часто екзотичних, немісцевих. Згодом почали додавати окремі фігури чи сцени алегоричного чи побутового характеру.
Вердюра — (слово виникло в XVI столітті, утворено від фр. Verdure — зелень, трава, листя. Спочатку так називали зображення тварин і птахів на тлі природи, але незабаром ця назва закріпилася за самими аррасами.